# Eriogaster arbusculae
Eriogaster arbusculae is een vlinder uit de familie spinners. De wetenschappelijke naam is voor het eerst geldig gepubliceerd in 1849 door  Freyer.
De soort komt voor in Europa.